# Faro de José Ignacio
Der Faro de José Ignacio ist ein Leuchtturm (spanisch Faro) in Uruguay. Er steht in José Ignacio, einem Fischer- und Badeort im Departamento Maldonado.

## Beschreibung
Das Bauwerk wurde auf einem Felsenvorsprung errichtet und besteht aus dem 25 Meter hohen Rundturm aus Klinkern und einem eingeschossigen Wohngebäude für die Leuchtfeuerwärter. Das Leuchtfeuer wurde 1877 in Betrieb genommen. Es hat eine Feuerhöhe von 32 Metern und zeigt als Kennung einen weißen Blitz mit einer Wiederkehr von 2 Sekunden (Fl.W.2s). Die Tragweite beträgt 15 Seemeilen.
Der Faro de José Ignacio ist ein nationales Denkmal (spanisch Monumento de Uruguay) und immer noch bemannt. Der Faro de Cabo Polonio entstand 1881 nach den gleichen Plänen.